# Lapita

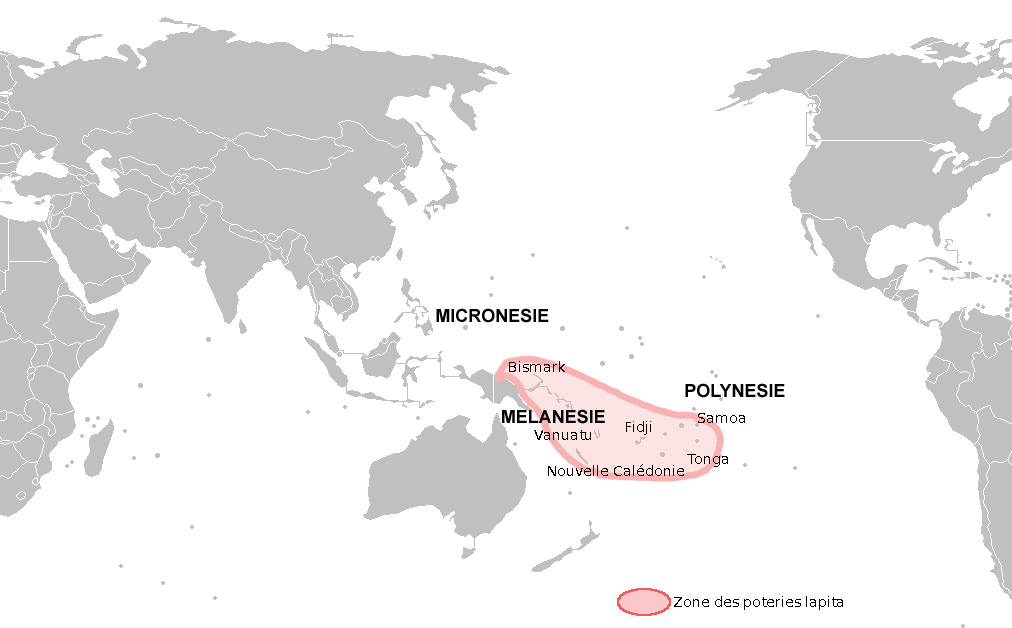
Carte des zones de poteries Lapita

La culture Lapita est une culture archéologique ancienne d'Océanie, établie dans l'océan Pacifique ouest aux Ier et IIe millénaire av. J.-C.. Elle semble être apparue sur l'archipel Bismarck, au nord-est de la Nouvelle-Guinée, puis s'est ensuite diffusée vers l'est sur environ 3 000 km. Plusieurs centaines de sites archéologiques Lapita ont été trouvés dans une aire allant de la Nouvelle-Guinée jusqu'aux îles Samoa : archipel Bismarck, îles Salomon, Vanuatu, Nouvelle-Calédonie, Fidji, Tonga, Samoa, Wallis-et-Futuna. Pour cette raison, on considère qu'elle est la culture d'origine des Austronésiens qui, à partir de l'Océanie proche, ont peuplé l'Océanie lointaine. Il s'agit également de la source probable de la famille des langues océaniennes.
La culture Lapita est originale notamment pour ses décors de poterie. Des traces d'habitations sur pilotis ont été découvertes sur le site de Talepakemalai, aux îles Mussau (Papouasie-Nouvelle-Guinée), à Nenumbo aux îles Salomon, et à Bourewa aux îles Fidji. 

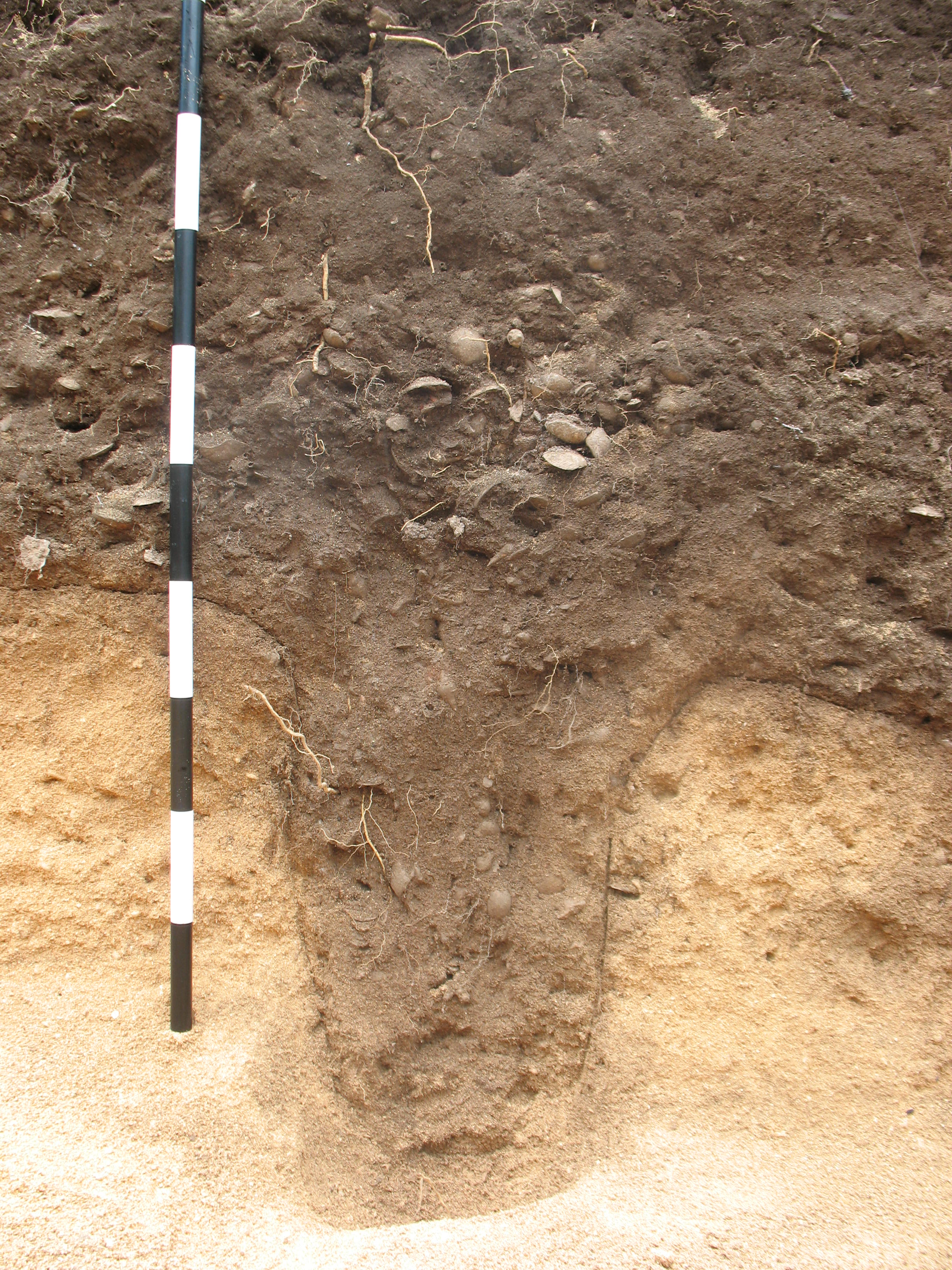
Site archéologique de Bourewa, trou de poteau. 2009.

Quelques squelettes ont été découverts, en particulier à Téouma, dans l'archipel du Vanuatu, et à Lapita en Nouvelle-Calédonie. La datation par le carbone 14 révèle que les sites Lapita les plus anciens remontent à environ 1500 av. J.-C.
Le nom Lapita est tiré d'un site archéologique de Nouvelle-Calédonie (à Koné, plage de Foué). Le parallèle avec l'île de Laputa, inventée par Jonathan Swift pour Les Voyages de Gulliver publié en 1721, n'est qu'une coïncidence puisque les premiers Européens n'arrivent en Nouvelle-Calédonie qu'en 1774. 
Les rescapés du naufrage des bateaux de l'expédition La Pérouse en 1788 échouèrent sur l'île de Vanikoro, près du Vanuatu, aux abords d'un site lapita. Les scientifiques français survivants de l'expédition furent peut-être les premiers découvreurs de cette culture.

## Chronologie

### Lapita ancien (d'environ 1350 à1000av. J.-C.)
Les premiers sites Lapita voient le jour vers 1300 av. J.-C. : premières apparitions de poterie dans le Pacifique, décor de motifs pointillés complexes. Dès 1200 av. J.-C., les populations Lapita sortent de l'archipel Bismarck et, vers 850 av. J.-C., ils ont déjà visité tous les archipels jusqu'aux îles Samoa.
On trouve les premiers sites sur des îles situées au large des côtes de la Nouvelle-Irlande et de la Nouvelle-Bretagne, dans l'archipel Bismarck, au nord-est de l'île de Nouvelle-Guinée. Ces premières colonies Lapita se composaient de maisons sur pilotis surmontant une plate-forme de récif peu profonde avec une occupation côtière proche. Au fil du temps, des dépôts de sable se sont accumulés et ont recouvert la plate-forme de récif qui, avec le soulèvement tectonique sur Anir (île de la province de Nouvelle-Irlande), a conduit les sites à se trouver à une certaine distance de la plage actuelle, à l'intérieur des terres. Certains de ces sites montrent une conservation remarquable du matériel culturel, y compris les restes de tourbière, du fait que ces matériaux sont déposés dans ce sédiment peu inerte et ensuite recouverts de sable. La plupart des sites Lapita ailleurs ne contiennent pas de matériaux aussi bien préservés en raison de la nature des dépôts et des processus taphonomiques sur terre et de la nature très acide des sols volcaniques qui ont ensuite recouvert ces zones. Ceci doit être pris en compte lors de l’évaluation du manque de matériel faunique dans la plupart des sites de Lapita. Les Lapita étaient des horticulteurs. On trouve sur ces premiers sites Lapita des animaux importés d’îles de l’Asie du Sud-Est : Gallus gallus (poule), Canis (chien) et Sus scrofa (porc). Des traces de plante cultivée ont été relevées sur la poterie : le Colocasia esculenta (taro). Le complément alimentaire était assuré par la ressource maritime, poissons, en particulier des membres des Scaridae ou poissons perroquets, et des Diodontidae.

### Lapita récent (d'environ 1000 à500av. J.-C.)
Les différents groupes Lapita de chaque île, chaque archipel continuent leur évolution en relative autonomie, tout en conservant des contacts sur de plus longues distances. Chaque archipel commence à se différencier.

## Mobilier et économie
Les colons lapita fabriquent de la poterie incisée à engobe rouge, utilisent des outils d’obsidienne provenant des volcans mélanésiens et de multiples ornements et outils façonnés dans des coquillages (hameçons, bracelets, etc.). Ils emploient des herminettes de pierre et cultivent des tubercules (igname, taro), des fruits (noix de coco, artocarpe, banane). Ils élèvent des cochons et des pintades, peut-être des chiens, et sont de bons navigateurs (pirogues, catamarans).
Les décorations des poteries lapita sont extrêmement riches et variées. Les dessins sont très géométriques (imprimés en pointillés), pourtant des visages humains sont souvent représentés. Des modelages en argile pouvaient être appliqués (têtes humaines, oiseaux, et autres animaux). Certains décors, rares, montrent des traces de peinture.
Des recherches récentes sur les décors montrent qu'ils représentaient probablement le monde vu par les lapita : « monde d'en haut », celui des dieux ou des ancêtres divinisés, monde des vivants au milieu, et « monde d'en bas », celui des morts. Les astres (Soleil, Lune, etc.) semblaient revêtir une importance particulière dans les croyances de ces navigateurs. Certaines marques décorées caractéristiques permettent de déterminer quelle famille ou quel clan avait réalisé la poterie ; il est ainsi possible de retracer finement le parcours de la colonisation de cette partie du Pacifique entre 1300 et 800 av. J.-C.
L'extension géographique exceptionnelle des lapita (environ 4 500 km) et leur rôle primordial dans la genèse des cultures océaniennes postérieures (polynésiens, mélanésiens) fournit un aperçu archéologique incomparable sur une migration préhistorique par voie maritime. Les recherches récentes permettent d'affirmer que le régime alimentaire des Lapita a joué un rôle dans leurs possibilités de navigation et de colonisation . Néanmoins, ce même régime alimentaire occasionnait des carences importantes .

## Lapita et Polynésiens

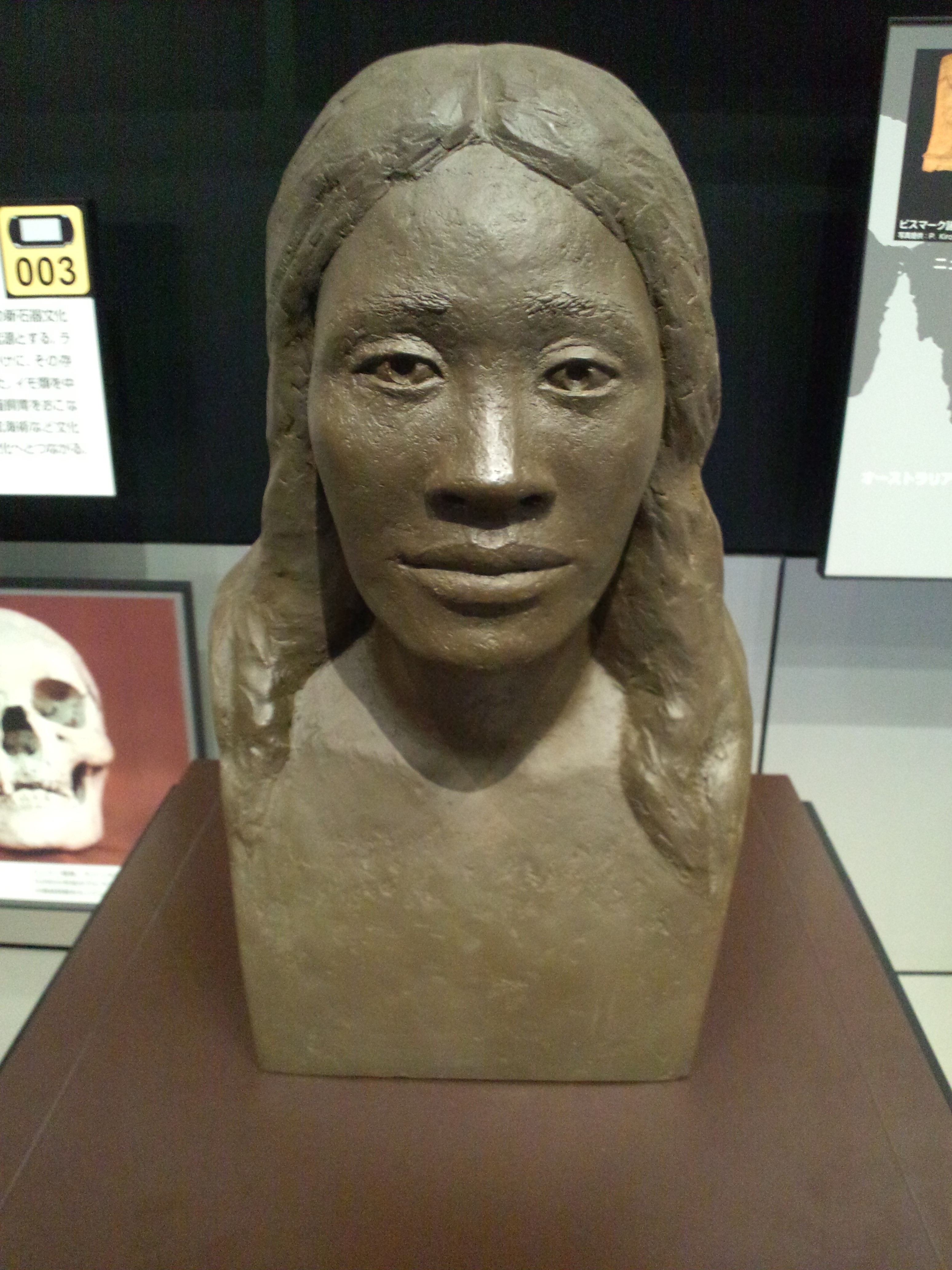
Reconstitution du visage d'une femme lapita. Musée national d'ethnologie, Osaka

Les Lapita de l'est se sont progressivement distingués de leurs voisins : dans une zone comprenant Tonga, Samoa, Wallis et Futuna se développe, aux environs du Ier millénaire av. J.-C., ce que Patrick Kirch et Roger Green (2001) appellent la « société polynésienne ancestrale » : Ils parlent la même langue, le proto-polynésien, et forment une culture commune. Comme l'écrivent Arnaud Noury et Jean-Claude Galipaud, « l’origine biologique, culturelle et linguistique des Polynésiens se trouve dans le Lapita, et [les] traits culturels propres aux Polynésiens se développèrent dans la région de Tonga/Samoa, au centre du Pacifique ».
Cependant, ils tempèrent l'idée d'une origine exclusivement lapita : « les ancêtres des Polynésiens orientaux ont sans doute bénéficié d’autres influences, micronésiennes et asiatiques, avant de peupler les espaces immenses de l’Océanie orientale vers l’an mille de notre ère ».
Ces conclusions sont globalement confirmées par les analyses de paléogénétique : la colonisation humaine de l'Océanie lointaine a eu lieu depuis seulement 3500 à 3300 ans. Les plus anciens sites archéologiques apparaissent d'abord dans l'archipel Bismarck avant de se propager en Océanie lointaine vers 3000 ans. Les analyses de paléogénétique ont montré que ces individus étaient originaires des populations néolithiques du sud-est de la Chine, et plus particulièrement de Taïwan et du nord des Philippines. Néanmoins, de nombreuses populations actuelles d'Océanie possèdent une forte composante ancestrale papoue liée à une seconde expansion qui a débuté il y a environ 2500 ans

## Principaux sites Lapita
Le père Otto Meyer est le premier à découvrir des poteries en 1909 sur l'île de Watom, dans l'archipel Bismarck (actuellement en Papouasie-Nouvelle-Guinée). En 1917, le géologue Maurice Piroutet en trouve à son tour dans une localité du nord de la Nouvelle-Calédonie appelée Lapita. Ce nom est par la suite retenu par les archéologues pour désigner l'ensemble de ces poteries et le complexe culturel qui y est associé.
Divers chantiers de fouilles vont tout au long du XXe siècle mettre au jour d'autres exemplaires de ces poteries sur toute la partie occidentale du Pacifique, de la Mélanésie (les îles Salomon, le Vanuatu, la Nouvelle-Calédonie et les Fidji) à la Polynésie (îles Tonga et Samoa).

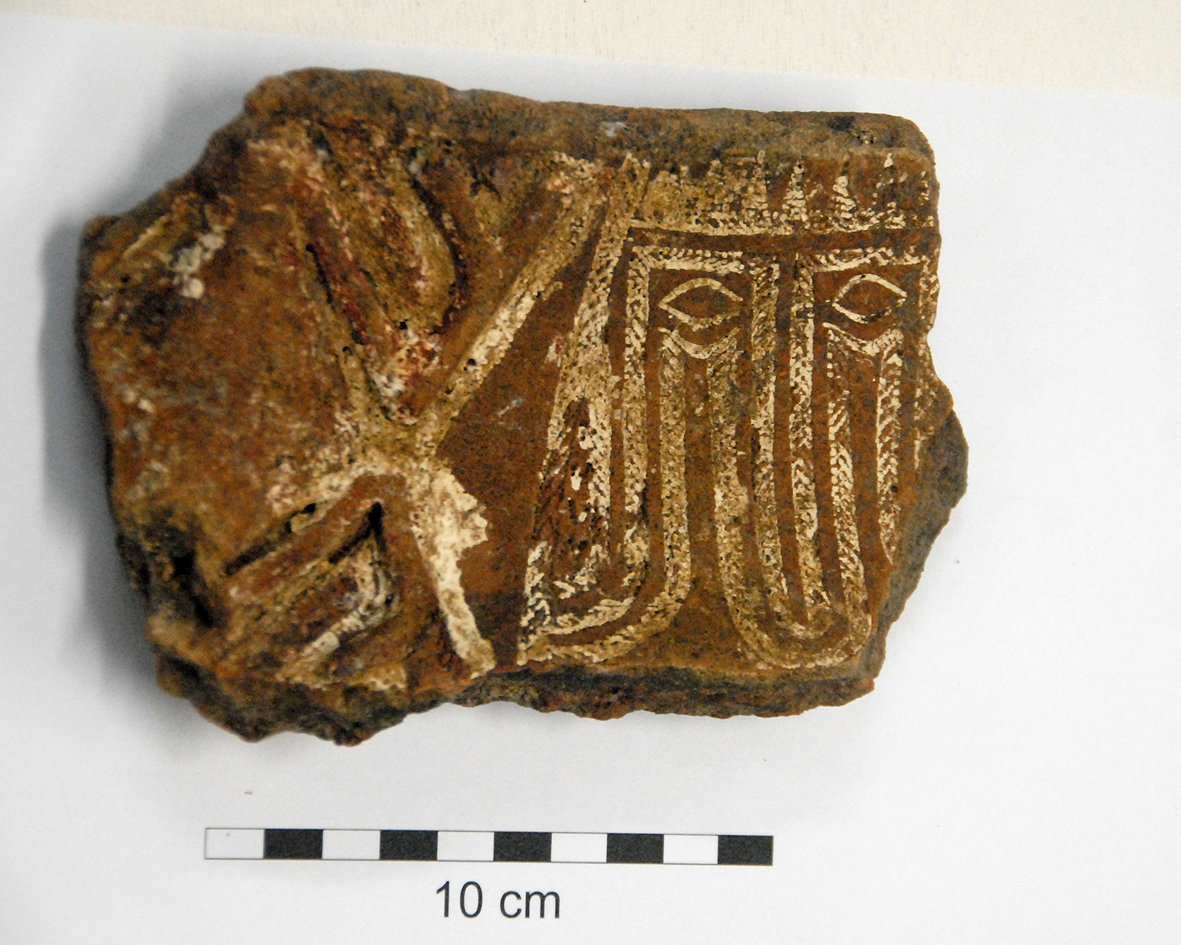
Poterie. Fidji, chantier de fouille archéologique 2007.

### Archipel Bismarck (Papouasie-Nouvelle-Guinée)
Les plus anciens sites sont Talepakemalai (la plus ancienne date, discutée par certains chercheurs, remonte à 1500 av. J.-C.) et Kamgot (environ 1300 av. J.-C.). De nombreux sites sont connus et marquent pour la plupart le début de la période dite Lapita. Il s'agit des premiers vestiges après l'éruption du mont Witori (WK-2) qui eut lieu vers 1500 av. J.-C.. Cette explosion compte parmi les plus grandes éruptions volcaniques des 10 000 dernières années.
Une récente découverte remet en cause le simple passage des Lapita en Nouvelle-Guinée : ces populations auraient eu des contacts avec les peuples indigènes de la grande île papoue.
- Mussau (Nord) = Talepakemalai
- Nouvelle-Bretagne = zone des îles Arawe, District de Kandrian, zone de Kimbe, zone de Watom
- îles du Duke of York
- Nouvelle-Irlande = Lemau

### Îles Salomon
- Quelques rares traces à Rovianna (centre)
- îles Santa Cruz : Nenumbo, NGamanie, Nanggu

Les sites des îles Santa-Cruz ont été principalement fouillés dans les années 1970 par Roger Curtis Green. Depuis, peu d'éléments nouveaux ont été découverts. Les datations sont anciennes, mais il est probable que les plus anciennes traces remontent vers 1100 av. J.-C..

### Vanuatu

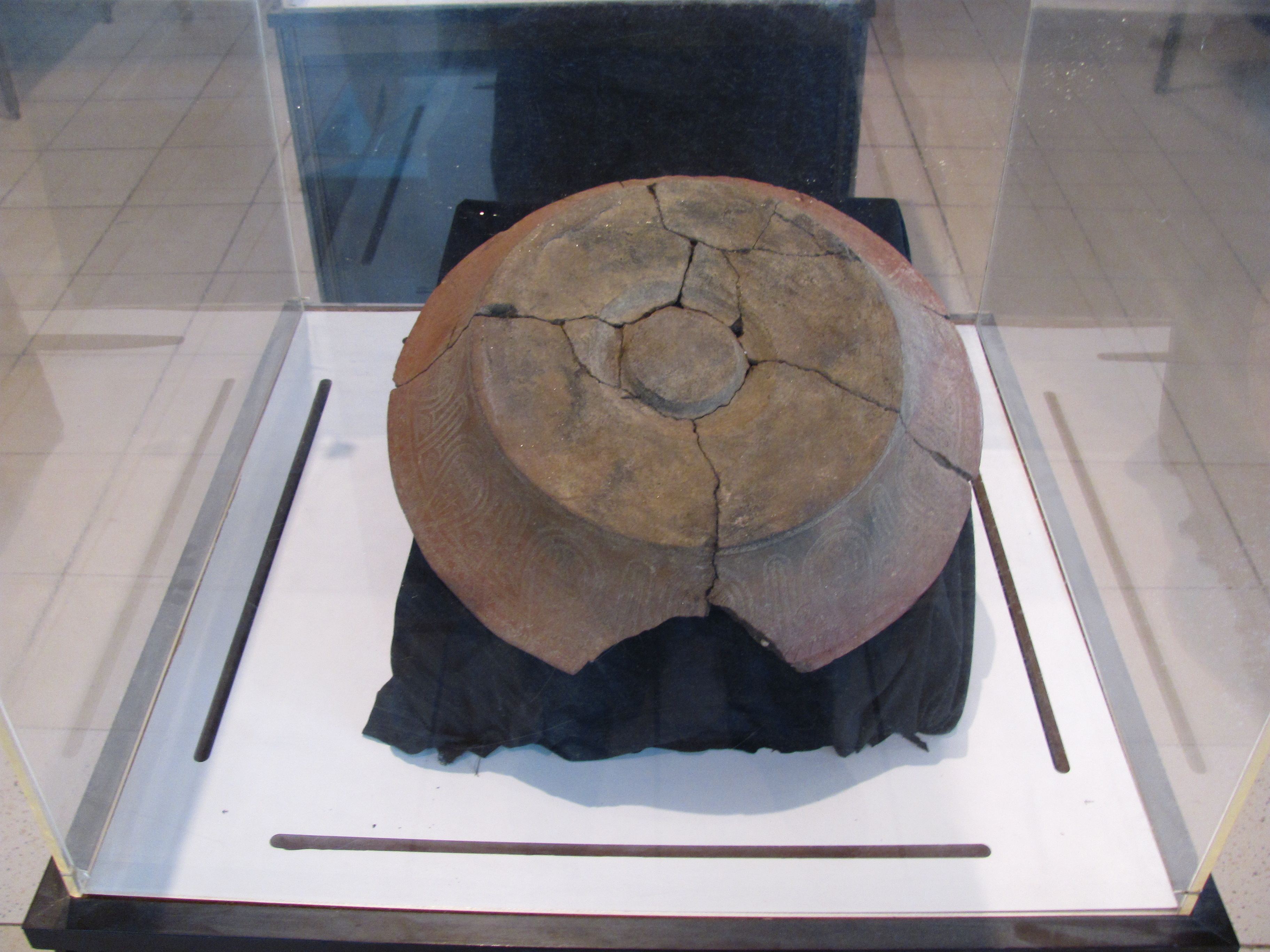
Poterie Lapita au centre culturel du Vanuatu à Port-Vila

Archipel central et charnière, le Vanuatu révèle depuis une dizaine d'années son très fort potentiel lapita. Jean-Christophe Galipaud fouille depuis 1996 dans les îles de Santo, Malo et Aore, et Stuart Bedford fouille depuis 2004 le site de Téouma. Ce dernier site a révélé les premières inhumations de Lapita, alors que les sites du Nord (Malo/Aore) marquent sans doute le centre véritable des échanges des lapita.
Les premières occupations remontent vers 1100 av. J.-C. à Aore avec de l'obsidienne en provenance directe de Nouvelle-Bretagne.
- Nord = îles de Malo (Atanoasao, Malo Pass, Avunatari...), d'Aore (Makue, SDA mission...) et Santo (Shokraon, Big Bay)
- Centre = île d'Efate (Erueti, Téouma)
- Sud = Quelques tessons décorés à Erromango

### Nouvelle-Calédonie
Les sites Lapita néo-calédoniens ont été beaucoup fouillés et ont révélé d'énormes quantités de matériel archéologique. La plupart des sites ne remontent pas au-delà de 1050 av. J.-C..
Parmi la vingtaine de sites (Pam, Pouébo, Touho, Boirra, Vavouto, Koné, Koné-Foué, Temrock, Nessadiou, Île Verte, Ongoué, Nara, Amtiti, Witapme, Île des Pins (Gadji, Vatcha), Maré (Patho, Kurin), Lifou (Hnajoissisi, Keny, Hnaeu), Ouvéa (Wadrilla)), les principaux sont :
- Nord = Koumac, Lapita (site éponyme), Koné (site de Foué),
- Centre = Nessadiou,
- Sud = Vatcha,

### Iles Fidji
- Viti Levu = Bourewa, Natunuku, Sigatoka...
- Archipel de Lau = Plusieurs sites avec tessons décorés

### Tonga et Samoa (+ Wallis-et-Futuna)
- Tongatapu
- Utuleve (Wallis)
- Asipani (Futuna)